# St. Nikolaus (Orsoy)

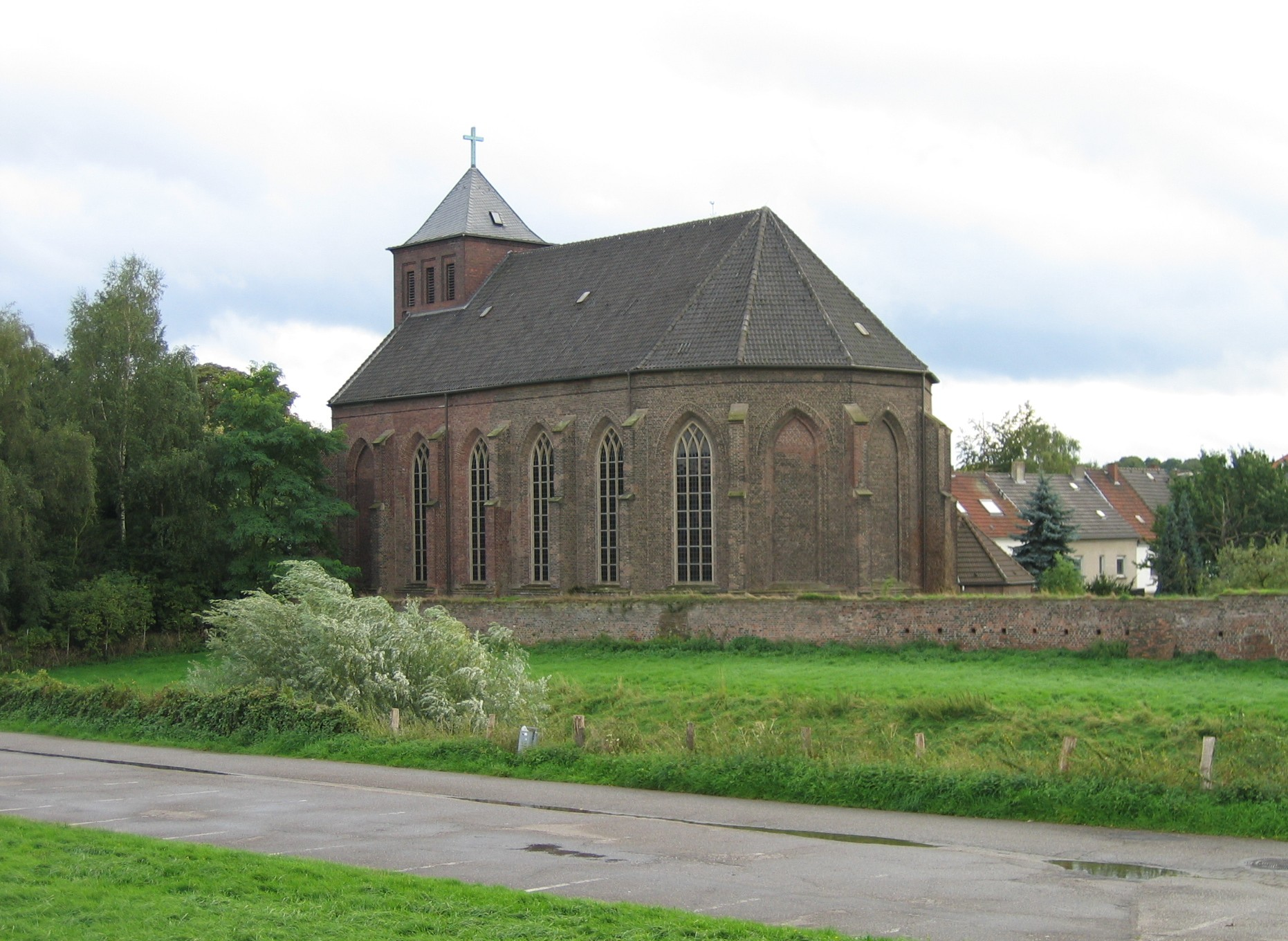
St. Nikolaus Orsoy

Die denkmalgeschützte, ehemalige römisch-katholische Pfarrkirche St. Nikolaus ist eine neugotische Backsteinhallenkirche in Orsoy am Niederrhein. Sie wurde am 14. Oktober 2023 entweiht und soll zukünftig als Wohnobjekt verwendet werden.

## Baugeschichte
Bis zur Reformation führte die im 12. Jahrhundert gegründete heutige evangelische Pfarrkirche Orsoy das Patrozinium des heiligen Nikolaus. Unter niederländischer Besetzung wurde die katholische St. Nikolauskirche im Jahre 1632 reformiert. Die verbliebene katholische Gemeinde erhielt 1673 die Orsoyer Gasthauskapelle zugewiesen und erfuhr 1683 die offizielle Neugründung. In den Jahren 1843 bis 1848/50 wurde nördlich der alten Kirche eine neue, zunächst dreischiffige, Pfarrkirche mit vier Jochen von Heinrich Johann Freyse im neoklassizistischen Stil der Schinkelschule mit einem hohen, dreistöckigen Westturm erbaut. Hierbei wurde auf die sonst übliche Ausrichtung einer katholischen Kirche nach Osten verzichtet, sodass das Gebäude nach Norden ausgerichtet ist. Der Neubau führte das Patrozinium des heiligen Nikolaus weiter. Der Neubau erfolgte mit der Unterstützung der Oberbaudeputation Berlin und der reformierten Gemeinde.
Im März 1945 wurde die Kirche von Einheiten der Wehrmacht von der rechten Rheinseite her unter Beschuss genommen, da diese vermuteten, dass amerikanische Artilleriebeobachter und Funker den Kirchturm nutzten. Turm und Gebäude erlitten durch den Beschuss schwere Schäden. Eine fehlgeleitete Granate traf bei dem Angriff auch das Krankenhaus. Nach dem Zweiten Weltkrieg wurde das Bauwerk 1951 als einfache Saalkirche wieder aufgebaut. Der Turm wurde kleiner und ohne Helm rekonstruiert. Der rekonstruierte Teil des Gebäudes ist bis heute gut daran erkennbar, dass die Steine einen kräftigeren roten Farbenton aufweisen als der Rest des Gebäudes. Die endgültige Restaurierung erfolgte in den Jahren 1971 bis 1974. Am 2. September 2020 wurden Pläne der Rheinberger Pfarrgemeinde St. Peter und ihrem Kirchenvorstand veröffentlicht, in denen es beabsichtigt wurde, den Denkmalschutz des Gebäudes aufzuheben, um es im Anschluss abzureißen. Hiergegen gab es weitreichenden Protest in der Orsoyer Bevölkerung. Eine Aufhebung des Denkmalschutzes wurde von behördlicher Seite nicht erteilt. Am 14. Oktober 2023 wurde das Gebäude durch Weihbischof Rolf Lohmann profaniert und soll zukünftig nach Umbaumaßnahmen als Wohnraum dienen. Die römisch-katholische Kirchengemeinde Orsoys hält zukünftig ihre Gottesdienste in der evangelischen Kirche ab, welche ihren Namen deswegen in Ökumenische Nikolaus-Kirche Orsoy änderte.

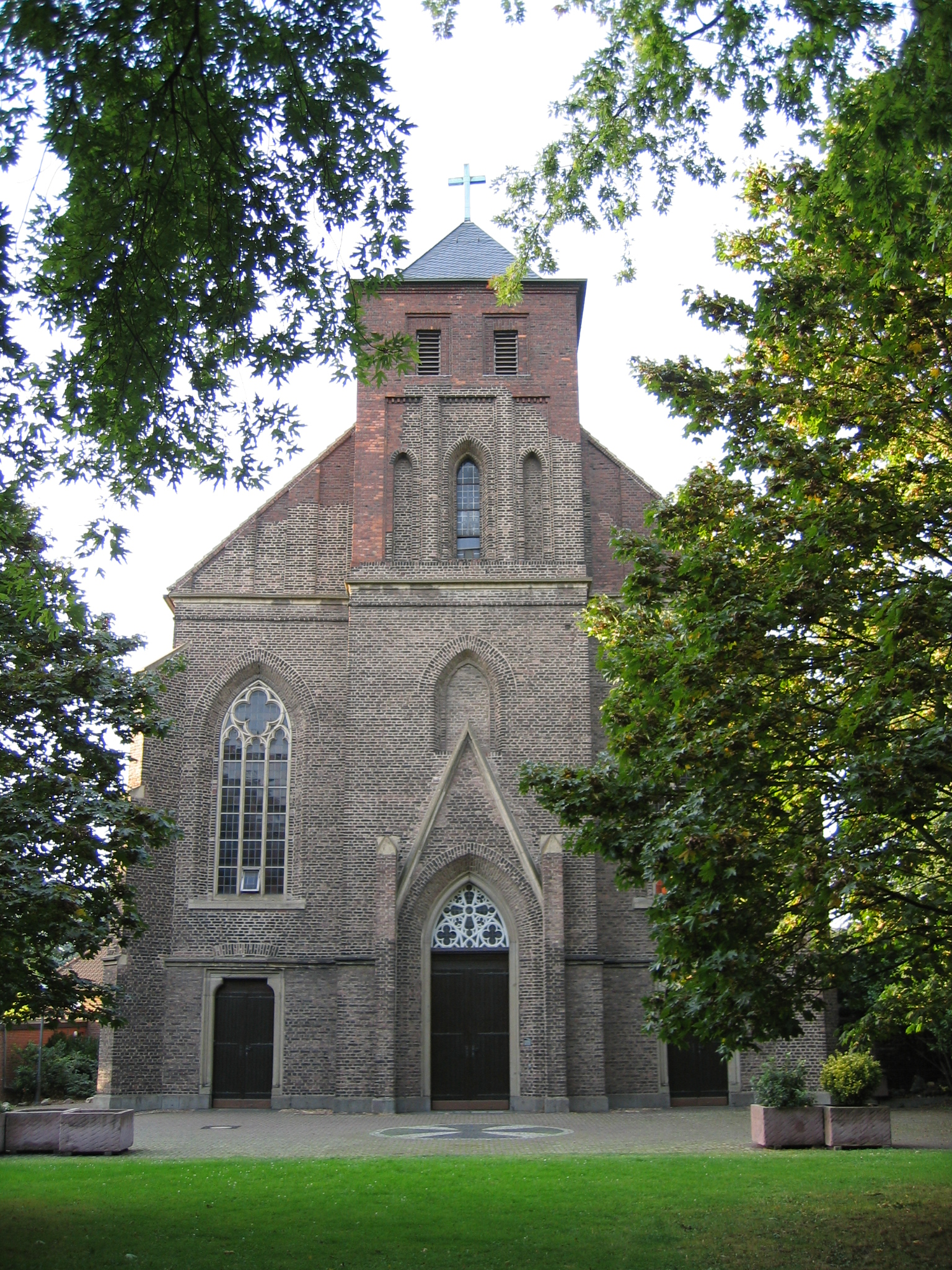
Eingangsportal
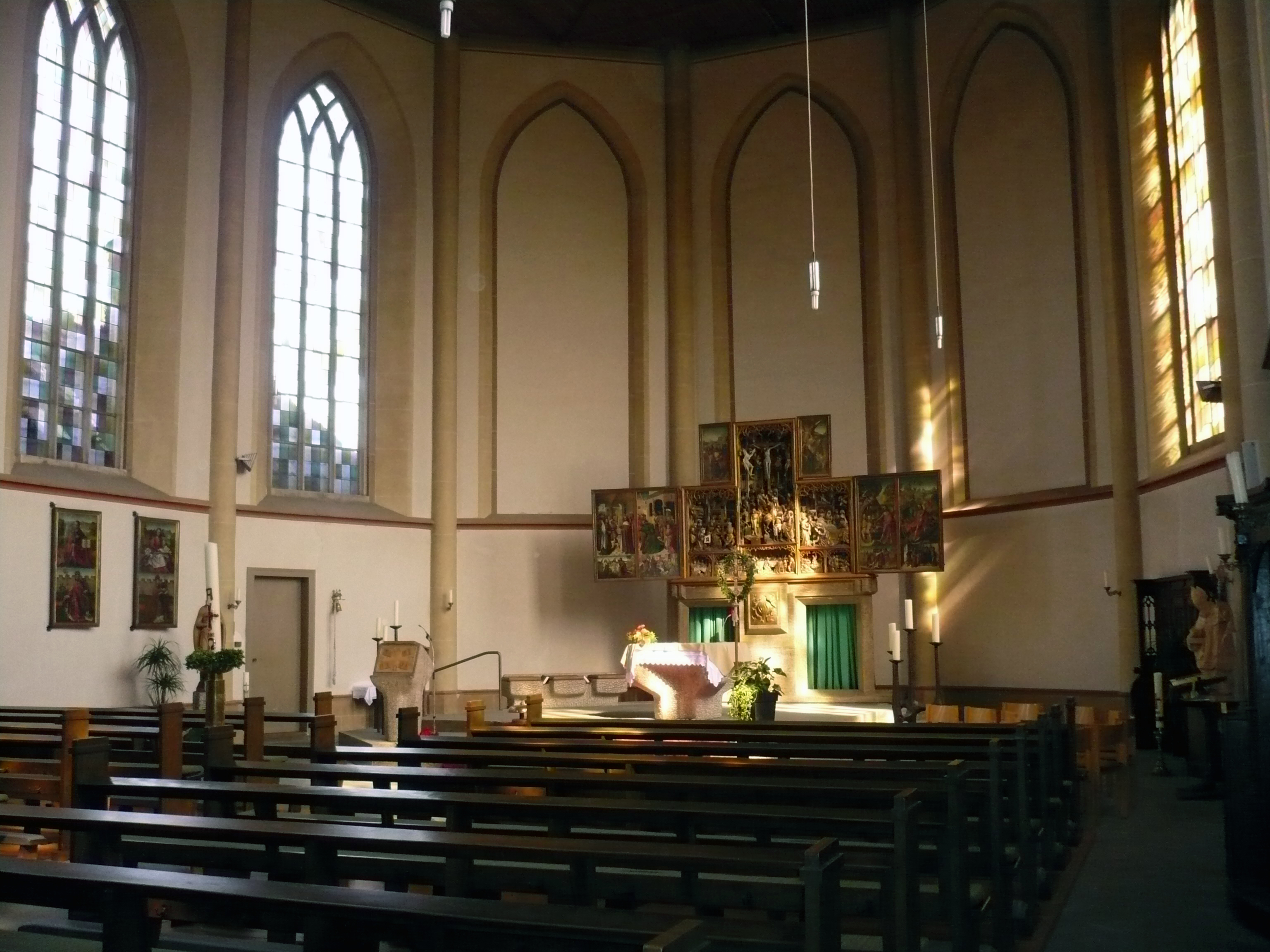
Blick in den Innenraum von St. Nikolaus
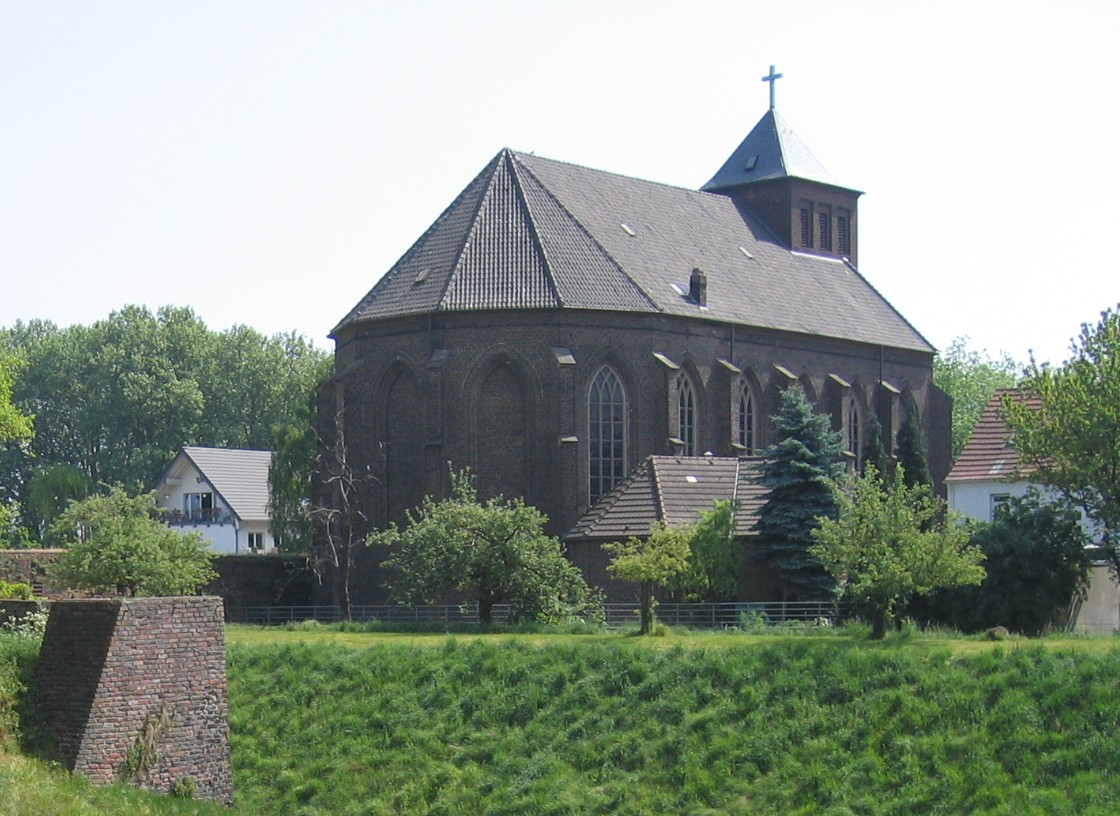
Die Sakristei wurde seitlich angebaut
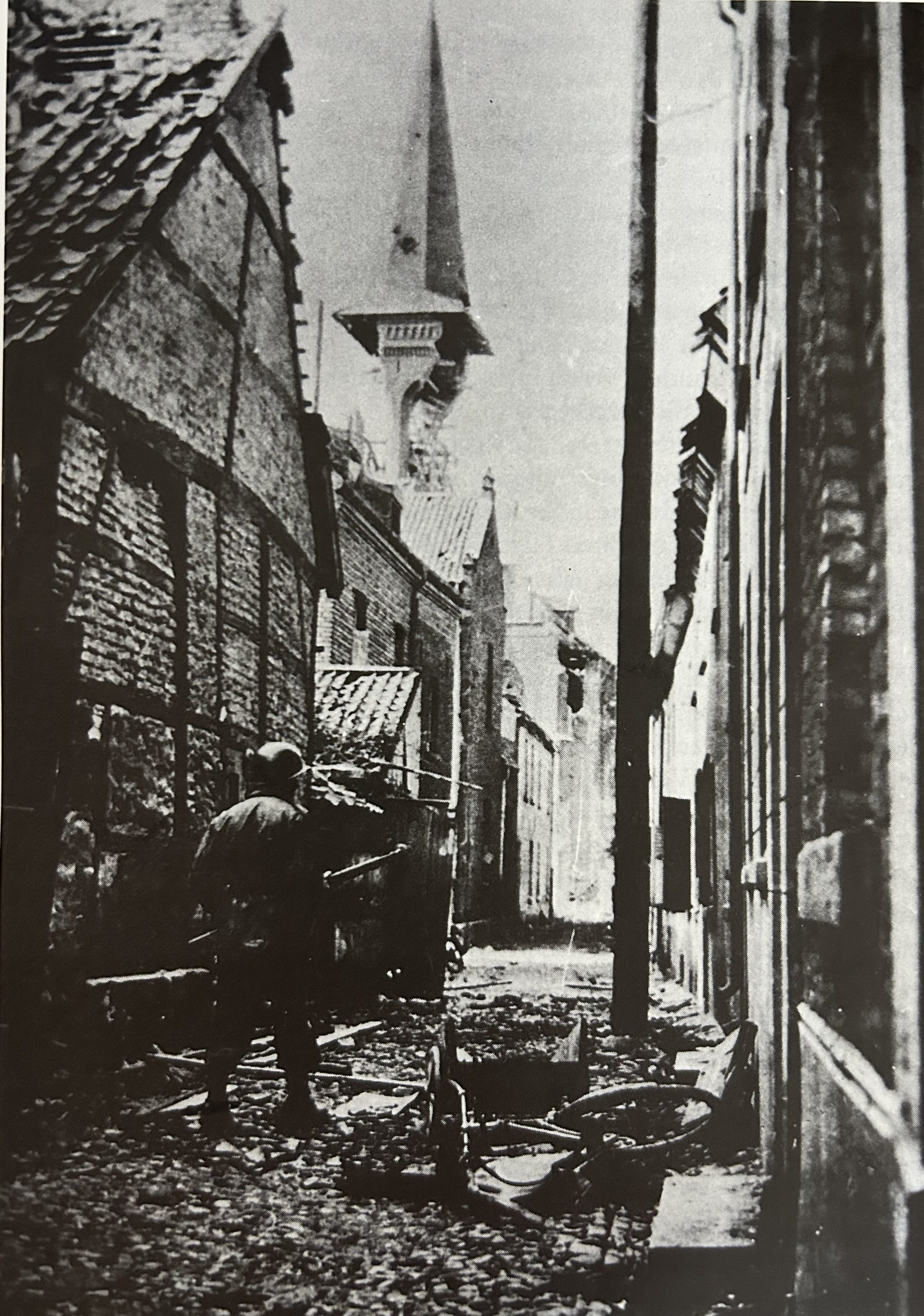
Kirchturm mit Kriegsschäden

## Ausstattung

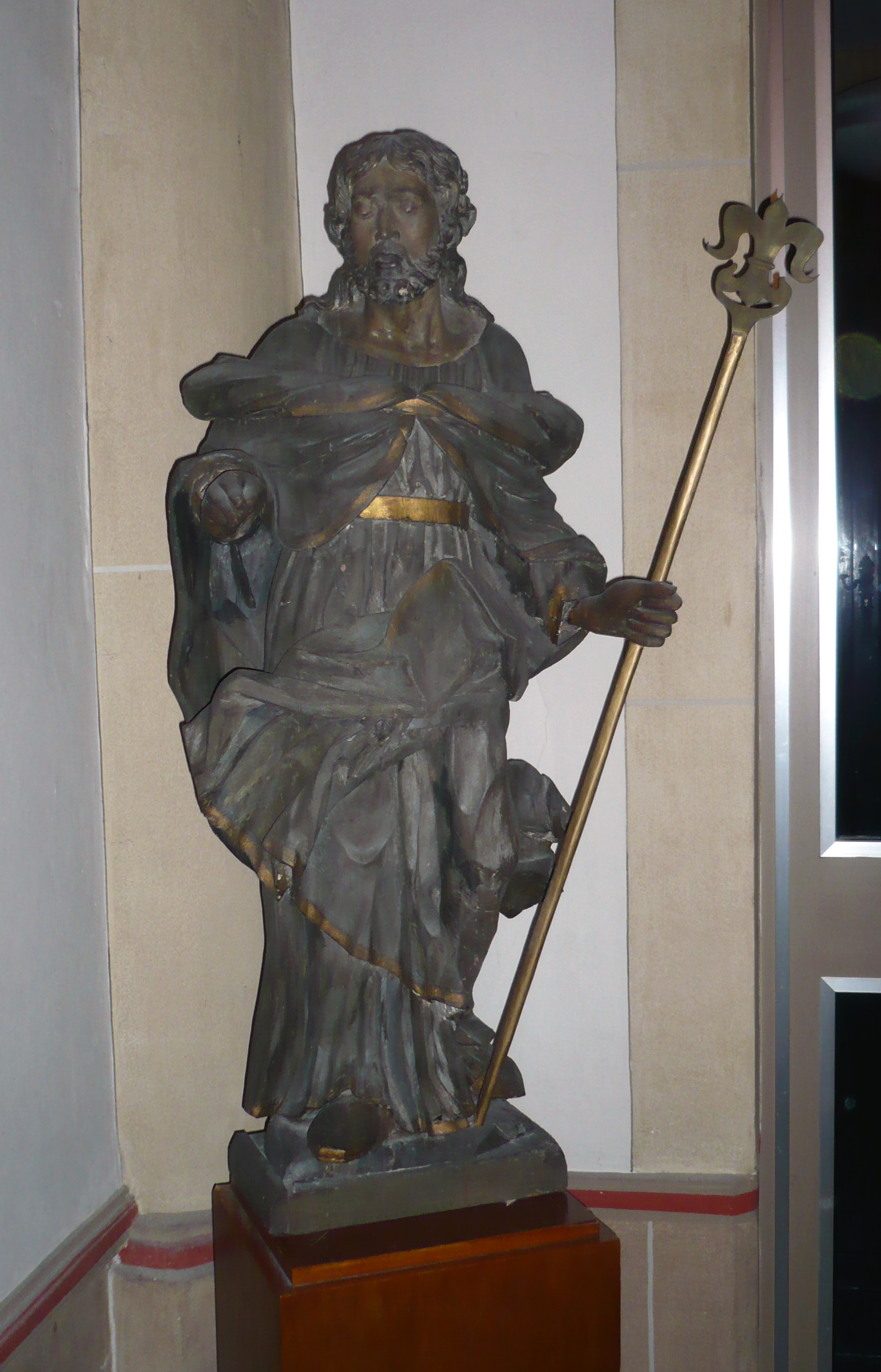
Holzstatue des hl. Josef.

In der Kirche werden eine Holzstatue des heiligen Josef von Nazaret eines unbekannten Künstlers aus dem 18. Jahrhundert und eine neuere Holzstatue des heiligen Nikolaus aufbewahrt. Die Wandgemälde Heinrich Dieckmanns, die ab 1925 den Chorraum schmückten, überstanden die Kriegsschäden nicht.

### Passionsaltar
siehe: Passionsaltar von Orsoy

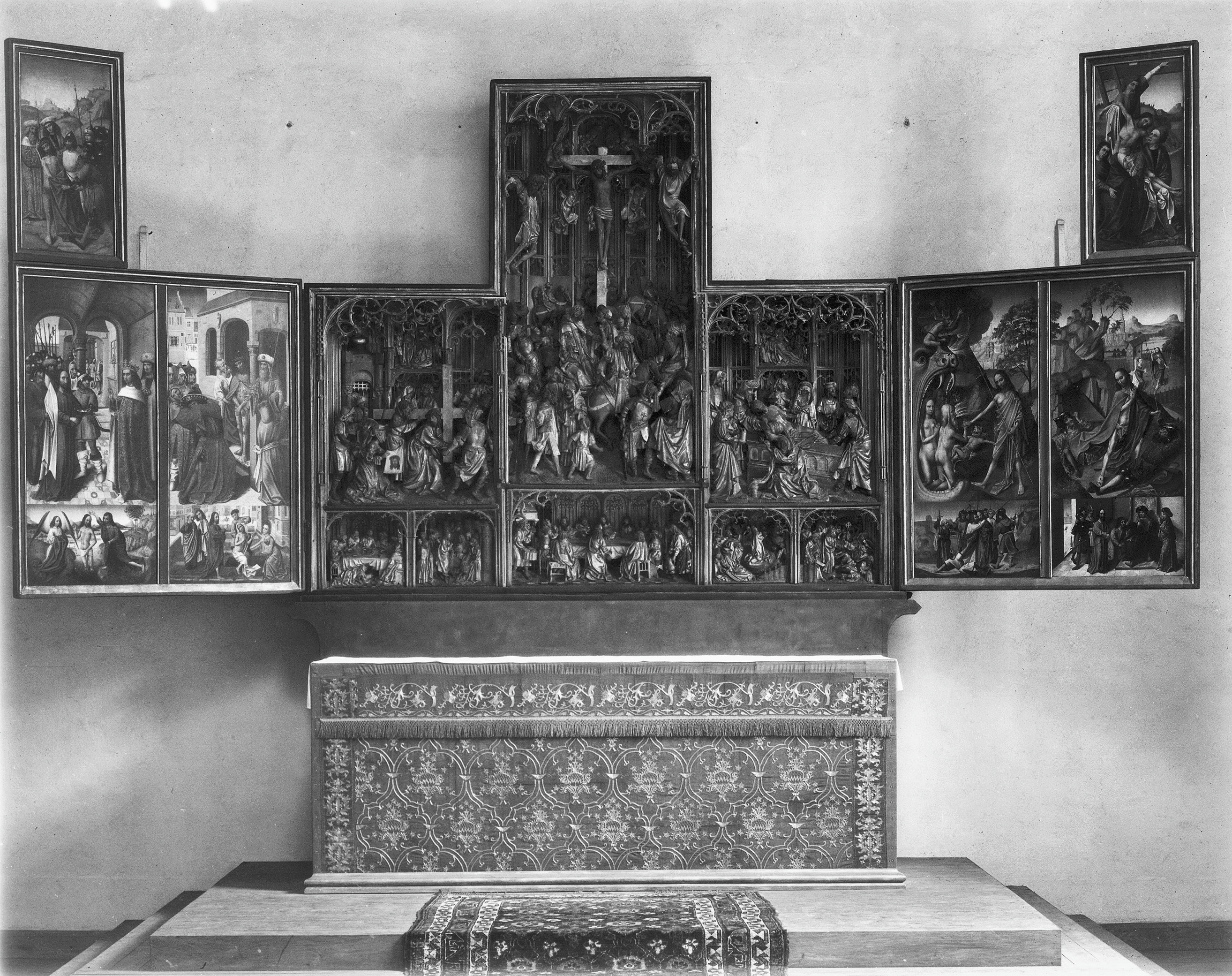
Nikolausaltar von Orsoy, um 1500.

Zum Inventar gehört ein Brüsseler Schnitzaltar mit vier bemalten Flügeln aus der Werkstatt des flämischen Malers Colijn de Coter, der um 1500/10 entstanden ist. Möglicherweise hat neben de Coter auch der Bildschnitzer Jan Borman an dem Retabel mitgewirkt. Die spätgotischen Schnitzereien im erhöhten Mittelteil zeigen die Kreuzigung Jesu Christi. Das Pentaptychon gibt auf den Innenseiten der Flügel Passionsdarstellungen wieder, während die Außenseiten mit Szenen aus dem Leben des heiligen Nikolaus von Myra bemalt sind. Vormals war der Altar in der ursprünglichen St. Niklaus-Kirche aufgestellt gewesen, bis er 1638 aus dieser entfernt wurde. 1850/51 wurde der Schrein neu vergoldet und farbig eingefasst. Bei der Zerstörung der Kirche 1945 wurde auch der Flügelaltar in Mitleidenschaft gezogen. 1950 bis 1952 erfolgte die Restaurierung der Flügel. In den Jahren 1967 bis 1974 folgte die Erneuerung des geschnitzten Mittelteils.

### Orgel
Die Orgel in St. Nikolaus wurde 1991 von der Firma Westfälischer Orgelbau S. Sauer in Höxter erbaut. Sie ersetzt ein Werk der Firma E.F. Walcker & Cie. Ludwigsburg, welches 1989 in die Kirche St. Mariä Empfängnis in Labbeck transferiert wurde. Ende Januar 2024 wurde die Orgel für 120.000 Euro an die Sankt-Ursulakirche in Lanaken verkauft. Den Ab- und Aufbau übernahm das belgische Unternehmen Orgelbau Schumacher aus Eupen. Das rein mechanische Instrument verfügte über 18 Register auf zwei Manualen und Pedal und hatte folgende Disposition:
| I. Hauptwerk C–g3 |    |
| Principal         | 8′ |
| Rohrflöte         | 8′ |
| Oktave            | 4′ |
| Koppelflöte       | 4′ |
| Blockflöte        | 2′ |
| Mixtur            |    |
| Trompete          | 8′ |

| II. Schwellwerk C–g3 |        |
| Gedackt              | 8′     |
| Rohrflöte            | 8′     |
| Quinte               | 2 ⁄3′  |
| Principal            | 2′     |
| Terz                 | 1 3⁄5′ |
| Piccolo              | 1′     |
| Schalmey             | 8′     |
| Tremulant            |        |

| Pedal C–f1  |     |
| Subbass     | 16′ |
| Zartbass    | 16′ |
| Gedecktbass | 8′  |
| Choralbass  | 4′  |
| Fagott      | 16′ |

- Koppeln: I/P, II/P, II/I

Anmerkung
1. ↑  Windabschwächung

## Denkmalschutz
Die St.-Nikolaus-Kirche Orsoy wurde am 25. Juni 1984 unter der Nummer 37 in die Liste der Baudenkmäler in Rheinberg eingetragen.